# 13620 Moynahan
13620 Moynahan eller 1995 FM3 är en asteroid i huvudbältet som upptäcktes den 23 mars 1995 av Spacewatch vid Kitt Peak-observatoriet. Den är uppkallad efter programmeraren Dan Moynahan.